# جيم كارني
جيم كارني (بالإنجليزية: Jim Carney)‏ هو شاعر أيرلندي، ولد في 1950.